# Wietske van Leeuwen
Wietske van Leeuwen (Rotterdam, 22 september 1965) is een Nederlands keramiste.

## Leven en werk
Van Leeuwen volgde de Lerarenopleiding 2e graads handvaardigheid/ textiele werkvormen in Delft en studeerde vervolgens keramische vormgeving, onder Jan van der Vaart, aan de Gerrit Rietveld Academie in Amsterdam. Ze ontving een aantal beurzen van het Fonds voor Beeldende Kunsten. Haar werk vertoont haast barokke elementen, waarbij schelpen en fruit terugkerende motieven zijn. Naast kunstenares was Van Leeuwen vanaf 1997 docent keramiek en tekenen aan diverse opleidingen.

## Fotogalerij

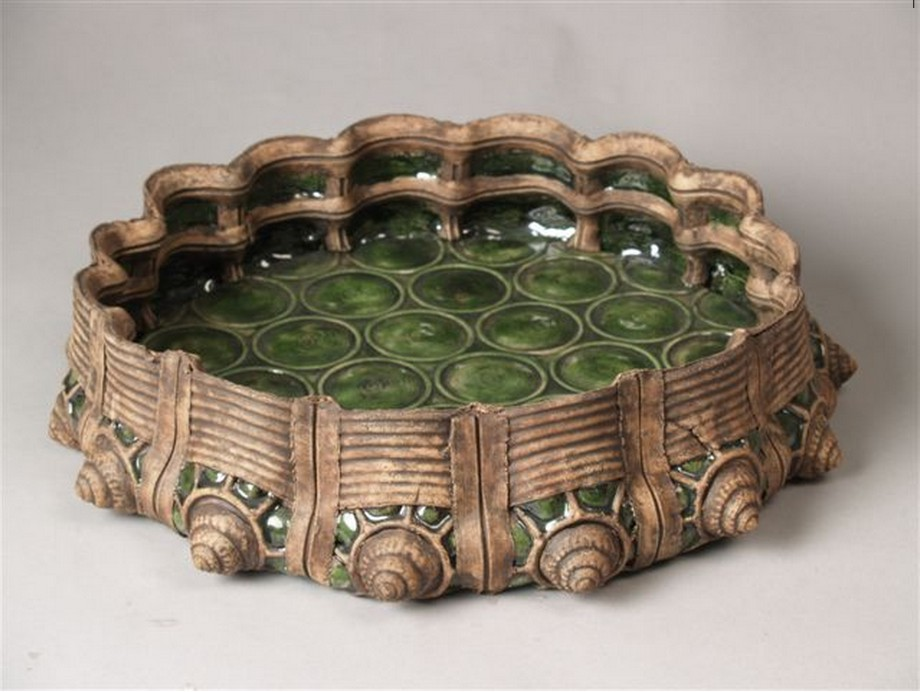
Groene glasschaal (1997)
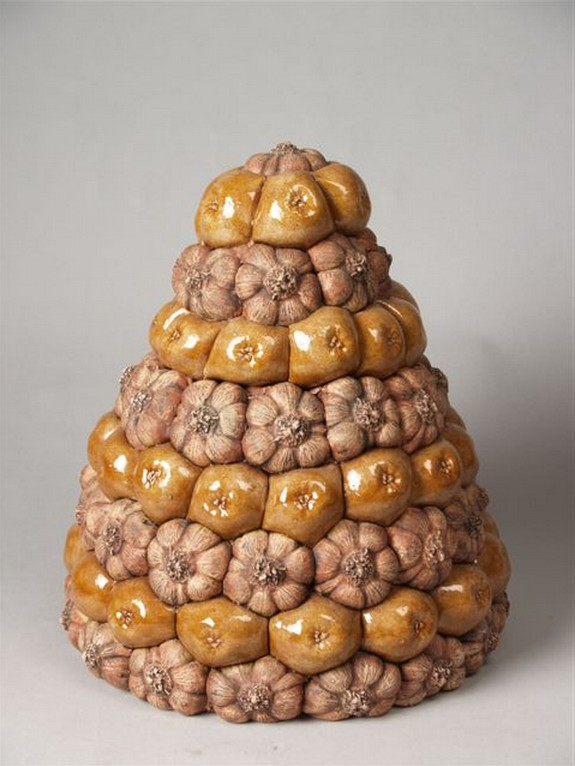
Terrine met deksel (1997)